# Visconde de Alhos Vedros
Visconde de Alhos Vedros é um título nobiliárquico criado por D. Maria II de Portugal, por Decreto de 26 de Janeiro de 1836, em favor de António Hipólito da Costa.
Titulares
1. António Hipólito da Costa, 1.° Visconde de Alhos Vedros.